# Aphanopleura zangelanica
Aphanopleura zangelanica är en flockblommig växtart som beskrevs av Gogina och Matzenko. Aphanopleura zangelanica ingår i släktet Aphanopleura och familjen flockblommiga växter. Inga underarter finns listade i Catalogue of Life.